# Лиз, Джефф
Джеффри «Джефф» Лиз (англ. Geoffrey Lees, 1 мая 1951 года, Атерстоун, Уорикшир) — британский автогонщик, участник чемпионата мира по автогонкам в классе Формула-1. Чемпион Европы Формулы-2, двукратный победитель Гран-при Макао.

## Биография
В 1976 году стартовал в британской Формуле-3, занял третье место в обоих британских чемпионатах Формулы-3. На следующий год участвовал в британском чемпионате Формулы-1 «Аврора» и гонках спорткаров «Кан-Ам». В 1978 году принял участие в Гран-при Великобритании чемпионата мира Формулы-1 (не прошёл квалификацию), в 1979 году выиграл Гран-при Макао и стартовал в Гран-при Германии Формулы-1, занял седьмое место. На следующий год участвовал в чемпионате мира Формулы-1, выступая за команды «Энсайн», «Шэдоу» и RAM, очков не набрал. В 1981 году перешёл в чемпионат Европы Формулы-2, где в первый же сезон стал чемпионом. В 1982 году ещё дважды появился на этапах Формулы-1, после чего перешёл в японский чемпионат Формулы-2, где в 1983 году выиграл чемпионский титул. В 1990-х годах несколько раз стартовал в гонках «24 часа Ле-Мана» и «24 часа Дайтоны».

## Результаты гонок в Формуле-1
| Легенда к таблице |                                                                    |
| --- | ------------------------------------------------------------------ |
| В таблице перечислены результаты всех Гран-при Формулы-1, в которых принимал участие гонщик. Строками таблицы являются сезоны, столбцами — этапы чемпионата мира. В каждой клетке указаны сокращённое название этапа и результат, дополнительно обозначенный цветом. Расшифровка обозначений и цветов представлена в нижеследующей таблице. |                                                                    |
| \| Пример \| Описание \| \| ------------ \| ------------------------------------------------------------------ \| \| 1 \| Победитель \| \| 2 \| Второе место \| \| 3 \| Третье место \| \| 5 \| Финишировал, заработав очки \| \| Сход \| Не финишировал, но при этом заработал очки \| \| 12 \| Финишировал, не получив очков \| \| НКЛ \| Финишировал, но не попал в финальную классификацию \| \| 15 \| Участвовал вне зачёта, либо по отдельной классификации \| \| 18 \| Не финишировал, но попал в финальную классификацию \| \| Сход \| Не финишировал \| \| НКВ \| Не прошёл квалификацию \| \| НПКВ \| Не прошёл предквалификацию \| \| ДСК \| Дисквалифицирован \| \| ИСК \| Исключён из протокола соревнований \| \| ТТ \| Заявлен для участия только в тренировках \| \| НС \| Участвовал в квалификации, но не стартовал в гонке \| \| Т \| Травмирован или болен \| \| ОТК \| Отказ от участия \| \| НТР \| Прибыл на соревнования, но на трассу не выезжал \| \| НПР \| Был заявлен в числе участников, но не прибыл к началу соревнований \| \| О \| Соревнования отменены \| \| \| Не участвовал \| \| Поул-позиция \| \| \| Быстрый круг \| \| |                                                                    |
| Пример | Описание                                                           |
| 1 | Победитель                                                         |
| 2 | Второе место                                                       |
| 3 | Третье место                                                       |
| 5 | Финишировал, заработав очки                                        |
| Сход | Не финишировал, но при этом заработал очки                         |
| 12 | Финишировал, не получив очков                                      |
| НКЛ | Финишировал, но не попал в финальную классификацию                 |
| 15 | Участвовал вне зачёта, либо по отдельной классификации             |
| 18 | Не финишировал, но попал в финальную классификацию                 |
| Сход | Не финишировал                                                     |
| НКВ | Не прошёл квалификацию                                             |
| НПКВ | Не прошёл предквалификацию                                         |
| ДСК | Дисквалифицирован                                                  |
| ИСК | Исключён из протокола соревнований                                 |
| ТТ | Заявлен для участия только в тренировках                           |
| НС | Участвовал в квалификации, но не стартовал в гонке                 |
| Т | Травмирован или болен                                              |
| ОТК | Отказ от участия                                                   |
| НТР | Прибыл на соревнования, но на трассу не выезжал                    |
| НПР | Был заявлен в числе участников, но не прибыл к началу соревнований |
| О | Соревнования отменены                                              |
| | Не участвовал                                                      |
| Поул-позиция |                                                                    |
| Быстрый круг |                                                                    |

| Сезон | Команда         | Шасси          | Двигатель                | Ш | 1   | 2   | 3      | 4       | 5       | 6       | 7       | 8        | 9   | 10      | 11       | 12      | 13  | 14      | 15  | 16  | Место | Очки |
| ----- | --------------- | -------------- | ------------------------ | - | --- | --- | ------ | ------- | ------- | ------- | ------- | -------- | --- | ------- | -------- | ------- | --- | ------- | --- | --- | ----- | ---- |
| 1978  | Энсайн          | Ensign N175    | Ford Cosworth DFV 3,0 V8 | G | АРГ | БРА | ЮАР    | СШЗ     | МОН     | БЕЛ     | ИСП     | ШВЕ      | ФРА | ВЕЛ НКВ | ГЕР      | АВТ     | НИД | ИТА     | США | КАН | -     | 0    |
| 1979  | Тиррелл         | Tyrrell 009    | Ford Cosworth DFV 3,0 V8 | G | АРГ | БРА | ЮАР    | США     | ИСП     | БЕЛ     | МОН     | ФРА      | ВЕЛ | ГЕР 7   | АВТ      | НИД     | ИТА | КАН     | США |     | -     | 0    |
| 1980  | Shadow Cars     | Shadow DN11    | Ford Cosworth DFV 3,0 V8 | G | АРГ | БРА | ЮАР 13 | СШЗ НКВ |         |         |         |          |     |         |          |         |     |         |     |     | -     | 0    |
| 1980  | Shadow Cars     | Shadow DN12    | Ford Cosworth DFV 3,0 V8 | G |     |     |        |         | БЕЛ НКВ |         |         |          |     |         |          |         |     |         |     |     | -     | 0    |
| 1980  | Theodore Shadow | Shadow DN12    | Ford Cosworth DFV 3,0 V8 | G |     |     |        |         |         | МОН НКВ | ФРА НКВ | ВЕЛ      | ГЕР | АВТ     |          |         |     |         |     |     | -     | 0    |
| 1980  | Энсайн          | Ensign N180    | Ford Cosworth DFV 3,0 V8 | G |     |     |        |         |         |         |         |          |     |         | НИД Сход | ИТА НКВ | КАН |         |     |     | -     | 0    |
| 1980  | RAM             | Williams FW07B | Ford Cosworth DFV 3,0 V8 | G |     |     |        |         |         |         |         |          |     |         |          |         |     | США НКВ |     |     | -     | 0    |
| 1982  | Теодор          | Theodore TY02  | Ford Cosworth DFV 3,0 V8 | G | ЮАР | БРА | СШЗ    | САН     | БЕЛ     | МОН     | ДЕТ     | КАН Сход | НИД | ВЕЛ     |          |         |     |         |     |     | -     | 0    |
| 1982  | Лотус           | Lotus 91       | Ford Cosworth DFV 3,0 V8 | G |     |     |        |         |         |         |         |          |     |         | ФРА 12   | ГЕР     | АВТ | ШВА     | ИТА | СИЗ | -     | 0    |